# Solo una mamma
Solo una mamma è una docu-fiction ideata da Peppe Toia e Valeria Anci, diretta da Peppe Toia e prodotta da Sunshine Production e MapToTheStars.
Il programma è andato in onda su Rete4 dall'8 marzo al 29 giugno 2017 per un totale di 20 puntate di 15 minuti ognuna, in cui si raccontano, attraverso interviste dal vero e ricostruzioni fiction, le storie di madri che hanno cresciuto i figli da sole.
Una seconda stagione è andata in onda dal 31 marzo al 19 maggio 2019.